# Cannibal Corpse
Cannibal Corpse és una banda estatunidenca de death metal procedent de Buffalo, Nova York formada el 1988 per Chris Barnes, Bob Rusay, Jack Owen, Alex Webster i Paul Mazurkiewicz, i está considerada com una de les més populars i de major trajectòria en el seu estil. Segons la firma auditora Nielsen SoundScan, Cannibal Corpse és una de les bandes de death metal més exitosa, venent en tot el món més d'un milió de còpies dels seus álbums técnicament sense tindre representació a la radio o televisió.
Els membres van ser inspirats en un principi per bandes de thrash metal com Slayer, Kreator i Sodom, sent posteriorment influenciats per altres grups de death metal com Morbid Angel i Death. Són coneguts per les seves controvertides i violentes lletres i il·lustracions de portada, fet que els ha portata ser censurats en més d'una ocasió.

## Biografia
Cannibal Corpse va sorgir de la unió de tres bandes de Buffalo, Beyond Death (Webster i Owen), Leviathan (Barnes) i Tirant Sin (Barnes, Rusay i Mazurkiewicz). El grup va actuar per primera vegada al Buffalo's River Rock Cafe l'abril de 1989, després de gravar un demo. Poc després d'un any després del primer concert, la banda va firmar un contracte amb Metal Blade Records, qui van distribuir el seu disc debut "Eaten Back to Life" l'agost de 1990.
La música de Cannibal Corpse es pot reconèixer pel seu ràpid tempo i per l'ús de la veu gutural. Les lletres i il·lustracions de les portades dels seus discos tenen una marcada temàtica violenta, sovint amb tints sexuals, i si bé altres bandes del mateix estil intenten un atançament poétic a aquestes temàtiques líriques, Cannibal Corpse no intenten ser subtils en absolut. La banda está influenciada per grups de thrash metal, com Slayer, si bé altres bandes de death metal, com Death, han tingut molt a veure en la definició del seu estil. Es considera que Cannibal Corpse va ser un dels grups que van intervindre a la creació del brutal death metal, molt més agressiu i ràpid que el death metal.
Els seus àlbums han estat censurats i prohibits en molts països, incloent-hi Alemanya, on no els van permetre tocar cançons dels seus tres primers discs en concert fins al juny de 2006; i a Baviera, on no sols la reproducció dels seus discs està prohibida, sinó que no es poden mostrar les portadas (dibuixades per Vincent Locke) o imprimir les lletres en els llibrets.
El cantant George Fisher ha declarat més d'una vegada la seva frustració per la censura. "Podem tocar "Dismembered and Molested" (Desmembrat y acosat sexualment) a Alemanya, pero no "Born in a Casket" (Nascut en un taút). Al maig de 1995 el senador Bob Dole va fer una referència directa a la banda, acusant-los de violar la "decència humana". És molt conegut també el cameig que va realitzar el grupo a la película de 1994 Ace Ventura, interpretan la seva cancó "Hammer Smashed Face"; Jim Carrey, el protagonista de la pel·lícula, va insistir que hi sortiren perquè és la seva banda de música preferida.
De la mateixa manera que els directors de pel·lícules de zombies, Cannibal Corpse s'enorgulleix del grafisme de la seva temática, veient-ho com una forma radicalitzada d'entreteniment. George Fisher va declarar per al documental Metal: A Headbanger's Journey "és art, tan sols déu ser considerat art. Sí, és repulsiu..., però vés al Vaticà i mira les obres d'art que et trobaràs alli. Són reals, representen alguna cosa que és real, que podria passar. Això […] mai passarà... no hi haurà monstres que surtin dels cossos de la gent".
El 1994, Chris Barnes va abandonar el grup per diferències musicals(actualment és el cantant de Six Feet Under i Torture Killer) y va ser substituït per George Fisher, fins llavors conegut pel seu treball a Monstrosity. Jack Owen va deixar Cannibal Corpse el 2004 per passar més temps amb la seva segona banda, Adrift, i es va unir a Deicide a finals de 2005. Jeremy Turner d'Origin el va substituir al seu lloc de segon guitarrista durant la gira "Tour Of The Wretched" de 2004. Recentment Rob Barrett, antic membre de Cannibal Corpse (va participar en "Vile" i "The Bleeding") va tornar a unir-se a la banda per tocar en festivals. Rob va deixar oficialment Malevolent Creation i va passar a formar part de forma permanent de Cannibal Corpse amb Kill, llençat a la venda el 21 de març de 2006.
El 2005 el llibre de visites de la pàgina oficial de Cannibal Corpse va haver de ser tancat a causa d'accions vandàliques per part de gent no interessada en la banda, que es burlaven no sols d'ella sinó de l'estil musical death metal en general.
La preparació del nou álbum va començar el novembre del 2007. Evisceration Plague es va llançar el 3 de Febrero del 2009, sent molt ben rebut pels fans. Recentment, el baixista Alex Webster va dir: "MAI hauríem pensat estar junts durant 20 anys, però en realitat no pensem separar-nos en els pròxims 5, 10, o 15 anys".

## Membres
Línia temporal
Recording timeline
| Role          | Album                     | Album                     | Album                        | Album               | Album                         | Album                         | Album                         | Album                         | Album                         | Album                         | Album                         | Album                         | Album                         | Album                         | Album                         | Album             |
| Role          | Eaten Back to Life (1990) | Butchered at Birth (1991) | Tomb of the Mutilated (1992) | The Bleeding (1994) | Vile (1996)                   | Gallery of Suicide (1998)     | Bloodthirst (1999)            | Gore Obsessed (2002)          | The Wretched Spawn (2004)     | Kill (2006)                   | Evisceration Plague (2009)    | Torture (2012)                | A Skeletal Domain (2014)      | Red Before Black (2017)       | Violence Unimagined (2021)    |                   |
| ------------- | ------------------------- | ------------------------- | ---------------------------- | ------------------- | ----------------------------- | ----------------------------- | ----------------------------- | ----------------------------- | ----------------------------- | ----------------------------- | ----------------------------- | ----------------------------- | ----------------------------- | ----------------------------- | ----------------------------- | ----------------- |
| Vocals        | Chris Barnes              | Chris Barnes              | Chris Barnes                 | Chris Barnes        | George "Corpsegrinder" Fisher | George "Corpsegrinder" Fisher | George "Corpsegrinder" Fisher | George "Corpsegrinder" Fisher | George "Corpsegrinder" Fisher | George "Corpsegrinder" Fisher | George "Corpsegrinder" Fisher | George "Corpsegrinder" Fisher | George "Corpsegrinder" Fisher | George "Corpsegrinder" Fisher | George "Corpsegrinder" Fisher |                   |
| Lead guitar   | Bob Rusay                 | Bob Rusay                 | Bob Rusay                    | Rob Barrett         | Rob Barrett                   | Pat O'Brien                   | Pat O'Brien                   | Pat O'Brien                   | Pat O'Brien                   | Pat O'Brien                   | Pat O'Brien                   | Pat O'Brien                   | Pat O'Brien                   | Pat O'Brien                   | Erik Rutan                    |                   |
| Rhythm guitar | Jack Owen                 | Jack Owen                 | Jack Owen                    | Jack Owen           | Jack Owen                     | Jack Owen                     | Jack Owen                     | Jack Owen                     | Jack Owen                     | Rob Barrett                   | Rob Barrett                   | Rob Barrett                   | Rob Barrett                   | Rob Barrett                   | Rob Barrett                   |                   |
| Bass          | Alex Webster              | Alex Webster              | Alex Webster                 | Alex Webster        | Alex Webster                  | Alex Webster                  | Alex Webster                  | Alex Webster                  | Alex Webster                  | Alex Webster                  | Alex Webster                  | Alex Webster                  | Alex Webster                  | Alex Webster                  | Alex Webster                  | Alex Webster      |
| Drums         | Paul Mazurkiewicz         | Paul Mazurkiewicz         | Paul Mazurkiewicz            | Paul Mazurkiewicz   | Paul Mazurkiewicz             | Paul Mazurkiewicz             | Paul Mazurkiewicz             | Paul Mazurkiewicz             | Paul Mazurkiewicz             | Paul Mazurkiewicz             | Paul Mazurkiewicz             | Paul Mazurkiewicz             | Paul Mazurkiewicz             | Paul Mazurkiewicz             | Paul Mazurkiewicz             | Paul Mazurkiewicz |

## Discografia

### Àlbums
| Àlbum                 | Any                           |
| --------------------- | ----------------------------- |
| Eaten Back to Life    | 1990, reeditat al 2000 y 2002 |
| Butchered at Birth    | 1991, reeditat al 2002        |
| Tomb of the Mutilated | 1992, reeditat al 2002        |
| The Bleeding          | 1994, reeditat al 2006        |
| Vile                  | 1996                          |
| Gallery of Suicide    | 1998                          |
| Bloodthirst           | 1999                          |
| Gore Obsessed         | 2002                          |
| The Wretched Spawn    | 2004                          |
| Kill                  | 2006                          |
| Evisceration plague   | 2009                          |
| Torture               | 2012                          |
| A Skeletal Domain     | 2014                          |
| Red Before Black      | 2017                          |
| Violence Unimagined   | 2021                          |

### Demos, senzills i EP
| Any  | Títol                   | Format  |
| ---- | ----------------------- | ------- |
| 1989 | Cannibal Corpse         | Demo    |
| 1993 | Hammer Smashed Face     | EP      |
| 1995 | Created To Kill         | Demo    |
| 1996 | Devoured by Vermin      | Senzill |
| 2000 | Sacrifice / Confessions | Senzill |
| 2002 | Worm Infested           | EP      |
| 2009 | Evisceration Plague     | Senzill |

### Vídeos musicals
| Títol                                | Álbum               |
| ------------------------------------ | ------------------- |
| Staring Through the Eyes of the Dead | The Bleeding        |
| Devoured by Vermin                   | Vile                |
| Sentenced to Burn                    | Gallery of Suicide  |
| Decency Defied                       | The Wretched Spawn  |
| Make Them Suffer                     | Kill                |
| Death Walking Terror                 | Kill                |
| Evisceration Plague                  | Evisceration Plague |
| Priests of Sodom                     | Evisceration Plague |